# سارسسا د ریو پیسوئرگا
سارسسا د ریو پیسوئرگا (به اسپانیایی: Zarzosa de Río Pisuerga) یک شهرستان در اسپانیا است که در استان بورگس واقع شده‌است.

## خصوصیات
سارسسا د ریو پیسوئرگا ۱۰ کیلومترمربع مساحت و ۵۲ نفر جمعیت دارد.